# Peter Woosnam-Mills
Peter Woosnam-Mills war ein britischer Dokumentarfilmer, Filmregisseur, Filmproduzent und Filmschaffender, dessen Film 1966 für einen Oscar nominiert war.

## Berufliches
Als Produzent des Filmdramas Journey Ahead machte Mills erstmals 1947 auf sich aufmerksam. In dem Drama geht es um eine trauernde Kriegswitwe, die sich in ein Küstengebiet zurückzieht, um zu lernen, mit ihrem Verlust umzugehen. Bei dem Filmdrama One Stop Shop von 1953 führte Mills Regie. Peter Woosman-Mills war zu der Zeit der Chef von Random Films, ein Unternehmen, das sich auf Dokumentarfilme zum Thema Autofahren spezialisiert hatte. Diese wurden 1955/1956 freitagabends im Programm von ITV und Mitte der 1960er-Jahre erneut, dann in überarbeiteter Version, ausgestrahlt.
Der Film Journey Into the Weald of Kent, bei dem Mills ebenfalls Regie führte, war einer von zwei Filmen, die 1959 als Teil einer Reihe von Reiseberichten unter dem Titel Our National Heritage veröffentlicht wurden, die von der Ölgesellschaft National Benzole gesponsert wurden. Die Our National Heritage-Filme ähnelten stilistisch eher der Serie Discovering Britain mit John Betjeman, die ab den 1960er-Jahren gedreht wurden. Bei neun Filmen der Reihe führte Mills Regie. Diese Dokumentar-Kurzfilme sollten Autofahrer dazu ermutigen, verschiedene britische Herrenhäuser, Gärten, historische Denkmäler und Sehenswürdigkeiten zu besuchen. Während es sich bei den Discovering Britain-Filmen um Reiseberichte handelte, die für die Ölgesellschaft Shell gedreht wurden, handelte es sich bei den Our National Heritage-Filmen um Reiseberichte für eine andere Gesellschaft, nämlich die Nationale Benzole. Tatsächlich war Nationale Benzole aber eine Übernahme von Shell-Mex und BP Limited, die wir bis heute als Shell und BP kennen.
Für und mit dem von Mills 1965 produzierten Dokumentarfilm The Forth Road Bridge über den Bau der gleichnamigen Brücke in Schottland erhielt er 1966 eine Oscarnominierung in der Kategorie „Bester Dokumentarfilm“. Nach diesem Film war er bis 1967 noch als Produzent an drei weiteren Kurzfilmen beteiligt. Was er danach tat und wie seine Ausbildung und sein weiterer Werdegang davor und danach war, liegen keine Erkenntnisse vor.

## Filmografie (Auswahl)
- 1947: Journey Ahead (Produzent)
- 1953: One Stop Shop (Regie)
- 1959: Journey Into the Weald of Kent (Kurzfilm; Regie)
- 1964: Discovering Britain with John Betjeman (9 Dokumentar-Kurzfilme; Regie)
  - Midlands
  - North East Region
  - North of the Trent
  - Patrington Village, Yorkshire
  - Stisted Mill, Essex
  - Wakefield, Yorkshire
  - West Region
  - West Wycombe, Buckinghamshire
  - Within 50 Miles of Piccadilly Circus
- 1964/1965: This Week (Fernsehserie, 7 Folgen; Filmschnitt/Montage)
- 1965: The Forth Road Bridge (Produzent)
- 1965: The Rolls/Bentley Pageant (Kurzfilm; Produzent)
- 1965: Take Five (Kurzfilm; Produzent)
- 1967: Looking After Porgy (Kurzfilm; Produzent)

## Auszeichnung
Academy Awards 1966: Oscarnominierung für und mit dem Film The Forth Road Bridge in der Kategorie „Bester Dokumentarfilm“